# Britannic (film)
A Britannic 2000-ben bemutatott romantikus-háborús tévéfilm Brian Trenchard-Smith rendezésében. A főszerepekben Amanda Ryan, Edward Atterton, Jaqueline Bisset, Bruce Payne és John Rhys-Davies láthatók. A film kitalált történet, a cselekmény a HMHS Britannic 1916. november 21-én történt katasztrófájára épül. A katasztrófa valódi oka aknára futás, míg a filmben egy beépített ügynök merénylete.

## Cselekmény
1916-ban Vera Campbell, a Titanic túlélője, egy gazdag asszony, Mrs. Lewis két gyermekének nevelőnőjeként száll fel a Titanic testvérhajójára, a világháború idején kórházhajóvá alakított Britannic fedélzetére. Mrs. Lewis férjét Görögország brit nagykövetévé nevezték ki, feleségét és gyermekeit a brit kormány megbízásából szállítják oda.
Campbell valójában a brit katonai elhárításnak dolgozik, és az ő megbízásukból száll hajóra, a minisztérium értesülései szerint ugyanis egy német kém rejtőzik a fedélzeten, mivel a hajó illegálisan fegyvert szállít az Egyiptomban harcoló brit és szövetséges csapatoknak. Barrett kapitány hitetlenkedve és felháborodottan fogadja ezt, valamint kételkedik Campbell szakmai tudásában, lévén hogy nő.
Az út során Campbell-ben egyre hevesebben törnek fel a Titanic emlékei, végül el is ájul. A hajóorvos, Dr. Baker segít neki felépülni. Egy alkalommal, mikor Lewis gyermekeivel foglalkozik, összefut Reynoldsszal, a lelkésszel, aki a legénység tagja. Reynolds valójában a kém, aki észrevette, hogy a hajó fegyvert szállít. Folyamatosan tartja a kapcsolatot egy német tengeralattjáróval, valamint megpróbálja az Ír Republikánus Testvériség nevű szélsőséges csoport tagjai segítségével elfoglalni a hajót, sikertelenül. Valódi kilétét továbbra sem tudja senki, de mikor meggyilkol egy börtönőrt, leesik egy gomb az egyenruhájáról.
Barrett kapitány érzékeli a veszélyt, ezért maga mellé rendeli a HMS Victoria hadihajót. Nemsokára, Reynolds utasítására a tengeralattjáró két torpedóval támadja meg a hajót, de egyik sem talál, a Victoria elsüllyeszti a tengeralattjárót.
Reynolds és Campbell hamarosan egymásba szeretnek, de a nő nemsokára észreveszi a hiányzó gombot a tiszt egyenruháján. Reynolds bevallja, hogy ki ő igazából, majd megölve Dr. Bakert, elrabol egy éterrel teli üveget, amit egy szénraktárnál felrobbant, meglékelve ezzel a hajót. Campbell az utasokat mentve látja, hogy Reynolds egy folyosó végébe szorult. Miután kiszabadította, a már félig elsüllyedt hajón át úsznak, elérve egy már vízre helyezett, de a hajóhoz kötött mentőcsónakot. A propellerek még mindig forognak, korábban már fel is aprított egy csónakot, emberekkel együtt. Reynolds ragaszkodik hozzá, hogy csak Campbell ússzon oda a másik csónakhoz. Utoljára még megcsókolja Verát, kifejezve, hogy szereti őt, s végső áldozatot hoz érte. Reynolds mentőcsónakja ezután leszakad, a kémet pedig halálra zúzza a propeller.
A Britannic nem sokkal később felborul és elsüllyed, a túlélőket pedig a HMS Victoria menti ki.

## Szereposztás
| Szerep                                      | Színész           | Magyar hangja (1. szinkron) |
| ------------------------------------------- | ----------------- | --------------------------- |
| Reynolds káplán                             | Edward Atterton   | Rékasi Károly               |
| Vera Campbell                               | Amanda Ryan       | Zakariás Éva                |
| Barret kapitány                             | John Rhys-Davies  | Kránitz Lajos               |
| Townsend első tiszt                         | Ben Daniels       | Fazekas István              |
| Lady Lewis                                  | Jacqueline Bisset | Menszátor Magdolna          |
| Doktor Baker                                | Bruce Payne       | Csankó Zoltán               |
| William Lewis                               | Archie Davies     | Gacsal Ádám                 |
| Sarah Lewis                                 | Eleanor Oakley    | ?                           |
| Rádiós                                      | Adam Bareham      | ?                           |
| Kruger kapitány, tengeralattjáró-parancsnok | Wolf Kahler       | (saját hangján)             |

## Eltérések és hibák
- A filmbéli Barret kapitány valódi neve Bartlett volt.
- A tengeralattjáró több száz tengeri mérföldön át követi a Britannicot. Ez egy korabeli tengeralattjáróval lehetetlen volna, mert túl lassú egy ilyen hajóhoz képest.
- A filmen a kapitány csónakba száll, a valóságban egy tutajon menekült meg.
- A filmben a hajó hajnalban süllyed el, a valóságban reggel 09:07-kor.
- A valós hajón nem volt elfoglalási kísérlet.
- A valós hajó aknára futott.
- A valódi Britannic nem vitt utasokat.

## Fordítás
- Ez a szócikk részben vagy egészben  a   Britannic (film) című angol Wikipédia-szócikk fordításán alapul.  Az eredeti cikk szerkesztőit annak laptörténete sorolja fel. Ez a jelzés csupán a megfogalmazás eredetét és a szerzői jogokat jelzi, nem szolgál a cikkben szereplő információk forrásmegjelöléseként.